# Mičetinac
Mičetinac falu Horvátországban Kapronca-Kőrös megyében. Közigazgatásilag Szentgyörgyvárhoz tartozik.

## Fekvése
Szentgyörgyvártól 6 km-re délnyugatra a Bilo-hegység északi lejtőin fekszik.

## Története
1890-ben 227, 1910-ben 421 lakosa volt. Trianonig Belovár-Kőrös vármegye Szentgyörgyi járásához tartozott. 2001-ben 240 lakosa volt.

## Nevezetességei
A Szent Őrangyalok tiszteletére szentelt kápolnája.
A falu keleti szélén, a Szentgyörgyvár felé vezető út mentén található a Fájdalmas Szűzanya tiszteletére szentelt kápolnája. A kisebb méretű, egyhajós kápolnát, amely kelet-nyugati irányban van tájolva, egy keskenyebb, nyugaton a félköríves záródású szentély keleten pedig a főhomlokzaton álló harangtorony zárja le. A kápolna 1888-ban épült egy 1849-ből származó régebbi kápolna helyén. A nyeregtetőt, hódfarkú cserép borítja. A belseje csehsüvegboltozatos, a hajót és a szentélyt csúcsos diadalív választja el. Az egyenletes világítást úgy sikerült elérni, hogy a templomhajó és a szentély oldalfalain csúcsos ablaknyílásokat helyeztek el. A gótikus építészeti formák alkalmazása miatt a kápolna stílusában a historizmus irányzatához tartozik.

## Sport
NK Mičetinac labdarúgóklubot 1976-ban alapították. Jelenleg a megyei másodosztályban játszik.

## Külső hivatkozások
- A község hivatalos oldala
- Az NK Mičetinac labdarúgóklub honlapja